# The Persuader
The Persuader è un film del 1957 diretto da Dick Ross.
È un film western statunitense con William Talman, James Craig e Kristine Miller. È ambientato in una piccola cittadina dell'Oklahoma nel 1904.

## Produzione
Il film, diretto da Dick Ross su una sceneggiatura di Curtis Kenyon e un soggetto dello stesso Ross, fu prodotto da Ross per la World Wide Pictures e girato dal 16 gennaio al 5 febbraio 1957. Il titolo di lavorazione fu  Trouble in the Territory.
Durante le riprese la troupe fu testimone di un evento tragico, un incidente aereo che comportò la morte di sette persone e il ferimento di altre 74, tra cui molti bambini. Il fatto avvenne a poca distanza dal set situato nel Conejo Ranch, nella San Fernando Valley.

## Distribuzione
Il film fu distribuito negli Stati Uniti dal 13 ottobre 1957 al cinema dalla Allied Artists Pictures.

## Promozione
La tagline è: "The Power That Tamed a Killer West!".